# Endless Forms Most Beautiful World Tour
Endless Forms Most Beautiful World Tour es la sexta gira mundial por la banda de origen finés Nightwish para dar promoción a su octavo álbum Endless Forms Most Beautiful. 
Ambos conciertos dados  en el Tampere Stadium y el Wembley Arena fueron grabados para un DVD en vivo llamado Vehicle of Spirit que se lanzó el 16 de diciembre de 2016. 
El 20 de agosto de 2016 en el show Himos Park, el bajista original de Sami Vänskä se unió al escenario para tocar "Stargazers", mientras que Marco se unió a la multitud. Jukka Nevalainen también fue invitado, reemplazando a Kai Hahto en la batería para tocar "Last Ride of the Day".

## Bandas Soportes
- Delain
- Sabaton
- Children of Bodom, Sonata Arctica e Insomnium
- The Sirens (en Noruega únicamente)
- Moonspell
- Arch Enemy  y Amorphis

## Fechas

### 2015
Todas las fechas están en el sitio oficial de la banda.
| Fecha                    | Ciudad            | País            | Lugar                        |
| ------------------------ | ----------------- | --------------- | ---------------------------- |
| América del Norte        |                   |                 |                              |
| 9 de abril de 2015       | Nueva York        | Estados Unidos  | Hammerstein Ballroom         |
| 10 de abril de 2015      | Filadelfia        | Estados Unidos  | Electric Factory             |
| 11 de abril de 2015      | Worcester         | Estados Unidos  | Palladium                    |
| 13 de abril de 2015      | Quebec            | Canadá          | Le Capitole                  |
| 14 de abril de 2015      | Toronto           | Canadá          | Phoenix Concert Theate       |
| 16 de abril de 2015      | Buffalo           | Estados Unidos  | Town Ballroom                |
| 17 de abril de 2015      | Cleveland         | Estados Unidos  | Agora Theatre                |
| 18 de abril de 2015      | Chicago           | Estados Unidos  | Concorde Music Hall          |
| 19 de abril de 2015      | Clive             | Estados Unidos  | 7 Flags Events Center        |
| 21 de abril de 2015      | Denver            | Estados Unidos  | Ogden Theatre                |
| 22 de abril de 2015      | Salt Lake City    | Estados Unidos  | In the Venue                 |
| 24 de abril de 2015      | Spokane           | Estados Unidos  | Knitting Factory             |
| 25 de abril de 2015      | Vancouver         | Canadá          | Orpheum Theatre              |
| 26 de abril de 2015      | Portland          | Estados Unidos  | Crystal Ballroom             |
| 28 de abril de 2015      | San Francisco     | Estados Unidos  | Warfield Theatre             |
| 30 de abril de 2015      | Las Vegas         | Estados Unidos  | House of Blues               |
| 1 de mayo de 2015        | Los Ángeles       | Estados Unidos  | The Greek Theater            |
| 2 de mayo de 2015        | Phoenix           | Estados Unidos  | Marquee Theatre              |
| 3 de mayo de 2015        | El Paso           | Estados Unidos  | Tricky Falls                 |
| 5 de mayo de 2015        | Dallas            | Estados Unidos  | Bomb Factory                 |
| 6 de mayo de 2015        | Houston           | Estados Unidos  | Warehouse Live               |
| 8 de mayo de 2015        | Orlando           | Estados Unidos  | House of Blues               |
| 9 de mayo de 2015        | Fort Lauderdale   | Estados Unidos  | Revolution                   |
| 11 de mayo de 2015       | Nashville         | Estados Unidos  | Marathon Music Work          |
| 12 de mayo de 2015       | Louisville        | Estados Unidos  | Expo Five                    |
| 13 de mayo de 2015       | Charlotte         | Estados Unidos  | Filmore                      |
| 14 de mayo de 2015       | Silver Spring     | Estados Unidos  | Filmore                      |
| Europa/Festivales        |                   |                 |                              |
| 6 de junio de 2015       | Joensuu           | Finlandia       | Laulurinne                   |
| 8 de junio de 2015       | Turku             | Finlandia       | Baltic Princess              |
| 9 de junio de 2015       | Turku             | Finlandia       | Baltic Princess              |
| 13 de junio de 2015      | Nickelsdorf       | Austria         | Nova Rock Festival           |
| 14 de junio de 2015      | Banská Bystrica   | Eslovaquia      | Amphitheatre                 |
| 19 de junio de 2015      | Hinwil            | Suiza           | Rock the Ring Festival       |
| 21 de junio de 2015      | Clisson           | Francia         | Hellfest                     |
| 12 de julio de 2015      | Vizovice          | República Checa | Masters of Rock              |
| 15 de julio de 2015      | Tokaj             | Hungría         | Kingdom of Hegyalja Festival |
| 23 de julio de 2015      | Barcelona         | España          | Rock Fest BCN                |
| 25 de julio de 2015      | Oulu              | Finlandia       | Qstock                       |
| 31 de julio de 2015      | Tampere           | Finlandia       | Ratinan Stadion              |
| 8 de agosto de 2015      | Courtrai          | Bélgica         | Alcatraz Festival            |
| 9 de agosto de 2015      | Hildesheim        | Alemania        | M'era Luna Festival          |
| 15 de agosto de 2015     | Dinkelsbühl       | Alemania        | Summer Breeze Open Air       |
| 29 de agosto de 2015     | Trondheim         | Noruega         | Sverresborg Arena            |
| América Latina           |                   |                 |                              |
| 23 de septiembre de 2015 | Fortaleza         | Brasil          | Dragao do Mar                |
| 25 de septiembre de 2015 | Río de Janeiro    | Brasil          | Rock in Rio*                 |
| 26 de septiembre de 2015 | São Paulo         | Brasil          | HSBC Hall                    |
| 29 de septiembre de 2015 | Porto Alegre      | Brasil          | Opinião Club                 |
| 2 de octubre de 2015     | Buenos Aires      | Argentina       | Luna Park*                   |
| 4 de octubre de 2015     | Santiago de Chile | Chile           | Caupolicán Theatre           |
| 6 de octubre de 2015     | Lima              | Perú            | Estadio San Marcos           |
| 8 de octubre de 2015     | Quito             | Ecuador         | Teleférico Center            |
| 10 de octubre de 2015    | Bogotá            | Colombia        | Teatro Royal Center          |
| 13 de octubre de 2015    | Monterrey         | México          | Escena Arena                 |
| 14 de octubre de 2015    | Ciudad de México  | México          | Metropolitan Theatre*        |
| 15 de octubre de 2015    | Ciudad de México  | México          | Metropolitan Theatre*        |
| 17 de octubre de 2015    | Guadalajara       | México          | Teatro Diana*                |
| Europa 2                 |                   |                 |                              |
| 13 de noviembre de 2015  | Espoo             | Finlandia       | Barona Areena*               |
| 15 de noviembre de 2015  | Estocolmo         | Suecia          | Stora Arenan                 |
| 16 de noviembre de 2015  | Copenhague        | Dinamarca       | Falconer*                    |
| 18 de noviembre de 2015  | Hamburgo          | Alemania        | O2 World                     |
| 19 de noviembre de 2015  | Ámsterdam         | Países Bajos    | Heineken Music Hall*         |
| 20 de noviembre de 2015  | Ámsterdam         | Países Bajos    | Heineken Music Hall*         |
| 21 de noviembre de 2015  | Oberhausen        | Alemania        | König-Pilsener-Arena*        |
| 23 de noviembre de 2015  | Lyon              | Francia         | Halle Tony Garnier           |
| 25 de noviembre de 2015  | Paris             | Francia         | Bercy Arena                  |
| 26 de noviembre de 2015  | Toulouse          | Francia         | Le Zénith                    |
| 28 de noviembre de 2015  | Basilea           | Suiza           | St. Jakobshalle*             |
| 29 de noviembre de 2015  | Bolonia           | Italia          | Unipol Arena                 |
| 1 de diciembre de 2015   | Múnich            | Alemania        | Zénith*                      |
| 3 de diciembre de 2015   | Stuttgart         | Alemania        | Hanns-Martin-Schleyer-Halle  |
| 4 de diciembre de 2015   | Frankfurt         | Alemania        | Jahrhunderthalle*            |
| 5 de diciembre de 2015   | Nuremberga        | Alemania        | Arena*                       |
| 7 de diciembre de 2015   | Praga             | República Checa | Tipsport Arena*              |
| 10 de diciembre de 2015  | Bucarest          | Rumania         | Romexpo                      |
| 14 de diciembre de 2015  | Lípsia            | Alemania        | Arena                        |
| 15 de diciembre de 2015  | Berlín            | Alemania        | Max-Schmeling-Halle          |
| 16 de diciembre de 2015  | Luxemburgo        | Luxemburgo      | Rockhal                      |
| 17 de diciembre de 2015  | Antuérpia         | Bélgica         | Lotto Arena                  |
| 19 de diciembre de 2015  | Londres           | Inglaterra      | Wembley Arena*               |

### 2016
| Fecha                    | Ciudad               | País            | Lugar                          |
| ------------------------ | -------------------- | --------------- | ------------------------------ |
| Oceanía                  |                      |                 |                                |
| 6 de enero de 2016       | Brisbane             | Australia       | Tivoli Theatre                 |
| 9 de enero de 2016       | Sídney               | Australia       | Enmore Theatre                 |
| 11 de enero de 2016      | Melbourne            | Australia       | Forum Theatre*                 |
| 13 de enero de 2016      | Adelaide             | Australia       | HQ Club                        |
| 15 de enero de 2016      | Fremantle            | Australia       | King's Theatre                 |
| Asia                     |                      |                 |                                |
| 18 de enero de 2016      | Singapur             | Singapur        | Hard Rock Hotel                |
| América del Norte 2      |                      |                 |                                |
| 19 de febrero de 2016    | Sayreville           | Estados Unidos  | Starland Ballroom*             |
| 20 de febrero de 2016    | Hartford             | Estados Unidos  | Webster Theater*               |
| 21 de febrero de 2016    | Montreal             | Canadá          | Métropolis*                    |
| 22 de febrero de 2016    | London               | Canadá          | London Music Hall              |
| 24 de febrero de 2016    | Pittsburgh           | Estados Unidos  | Carnegie Hall*                 |
| 25 de febrero de 2016    | Columbus. Ohio       | Estados Unidos  | Lifestyle Communities Pavilion |
| 26 de febrero de 2016    | Royal Oak, Miami     | Estados Unidos  | Music Theatre                  |
| 27 de febrero de 2016    | Milwaukee, Wisconsin | Estados Unidos  | Rave Club                      |
| 29 de febrero de 2016    | Minneapolis, MN      | Estados Unidos  | First Avenue                   |
| 1 de marzo de 2016       | Winnipeg, MB         | Canadá          | Burton Cummings Theatre        |
| 2 de marzo de 2016       | Saskatoon, SK        | Canadá          | O’Briens Events Center         |
| 3 de marzo de 2016       | Edmonton, AB         | Canadá          | Winspear Center                |
| 5 de marzo de 2016       | Calgary, AB          | Canadá          | MacEwan Hall                   |
| 6 de marzo de 2016       | Missoula, MT         | Estados Unidos  | Wilma Theatre                  |
| 7 de marzo de 2016       | Seattle, WA          | Estados Unidos  | Showbox                        |
| 8 de marzo de 2016       | Boise, ID            | Estados Unidos  | Knitting Factory Club          |
| 10 de marzo de 2016      | Reno, NV             | Estados Unidos  | House of Blues                 |
| 11 de marzo de 2016      | San Jose, CA         | Estados Unidos  | City National Civic            |
| 12 de marzo de 2016      | Anaheim, CA          | Estados Unidos  | Grove Club                     |
| 14 de marzo de 2016      | Tucson, AZ           | Estados Unidos  | Rialto Theatre                 |
| 15 de marzo de 2016      | Colorado Springs     | Estados Unidos  | City Auditorium                |
| 16 de marzo de 2016      | Kansas City, MO      | Estados Unidos  | Uptown Theatre                 |
| 18 de marzo de 2016      | Oklahoma City        | Estados Unidos  | Diamond Ballroom               |
| 19 de marzo de 2016      | San Antonio, TX      | Estados Unidos  | Aztec Theatre                  |
| 20 de marzo de 2016      | Nueva Orleans        | Estados Unidos  | Civic Center                   |
| 21 de marzo de 2016      | Birmingham           | Estados Unidos  | Iron Live Club                 |
| 23 de marzo de 2016      | Tampa, Florida       | Estados Unidos  | Ritz Club                      |
| 27 de febrero de 2016    | Milwaukee            | Estados Unidos  | Rave Club*                     |
| 29 de febrero de 2016    | Minneapolis          | Estados Unidos  | First Avenue                   |
| Asia 2                   |                      |                 |                                |
| 12 de abril de 2016      | Beijing              | China           | M Zone Center                  |
| 14 de abril de 2016      | Shaingai             | China           | QSW Culture Center             |
| 16 de abril de 2016      | Taepei               | Taiwán          | NTut Auditorium                |
| 17 de abril de 2016      | Hong Kong            | China           | Kitec Rotuna                   |
| 19 de abril de 2016      | Tokio                | Japón           | Ex Theater                     |
| 21 de abril de 2016      | Osaka                | Japón           | Big Cat                        |
| 22 de abril de 2016      | Tokioo               | Japón           | AgeHa Club                     |
| Europa 3                 |                      |                 |                                |
| 16 de mayo de 2016       | Yekaterinburg        | Rusia           | Divs Arena                     |
| 18 de mayo de 2016       | Nizhny Novgorod      | Rusia           | Profsoyuzov Arena              |
| 20 de mayo de 2016       | Moscú                | Rusia           | Crocus City Hall               |
| 22 de mayo de 2016       | Minsk                | Bielorrusia     | Chizhovka-Arena                |
| 24 de mayo de 2016       | St. Petersburg       | Rusia           | Yubileyny Sports Palace        |
| Festivales de verano 2   |                      |                 |                                |
| 26 de mayo de 2016       | Gelsenkirchen        | Alemania        | Rock im Revier                 |
| 29 de mayo de 2016       | Munich               | Alemania        | Rockavaria Festival            |
| 3 de junio de 2016       | Plzeň                | República Checa | Metalfest Open Air             |
| 5 de junio de 2016       | Vienna               | Austria         | Rock in Vienna                 |
| 8 de junio de 2016       | Roma                 | Italia          | Rock in Roma                   |
| 9 de junio de 2016       | Interlaken           | Suiza           | Greenfield Festival            |
| 12 de junio de 2016      | Leicestershire       | Reino Unido     | Download Festival              |
| 18 de junio de 2016      | Plzen                | Bélgica         | Graspop Metal Meeting          |
| 30 de junio de 2016      | Seinäjoki            | Finlandia       | Provinssirock                  |
| 2 de julio de 2016       | Norrköping           | Suecia          | Bråvalla Festival              |
| 3 de agosto de 2016      | Plzen                | República Checa | Metal Fest Open Air            |
| 20 de agosto de 2016     | Jämsä                | Finlandia       | Himos Park                     |
| 26 de agosto de 2016     | Straszecin           | Polonia         | Arena Park                     |
| 3 de septiembre de 2016  | Havířov              | República Checa | Havířovské Slavnosti           |
| Europa 4                 |                      |                 |                                |
| 8 de septiembre de 2016  | Lisboa               | Portugal        | Coliseu Lisboa                 |
| 10 de septiembre de 2016 | Madrid               | España          | Barclaycard Center             |
| 12 de septiembre de 2016 | Mantua               | Italia          | Palabam                        |
| 14 de septiembre de 2016 | Sofia                | Bulgaria        | Arena Armeec                   |
| Asia 3                   |                      |                 |                                |
| 2 de octubre de 2016     | Seúl                 | Corea del sur   | Samsung Blue Square            |
| 5 de octubre de 2016     | Shanghái             | China           | QSW Culture Center             |
| 7 de octubre de 2016     | Shenzhen             | China           | A8 LIVE HOUSE                  |
| 9 de octubre de 2016     | Tokio                | Japón           | Loud Park Festival             |

- Concierto agotado